# کولشتدت
کولشتدت (به آلمانی: Küllstedt) یک شهر در آلمان است که در آیشسفلد واقع شده‌است. کولشتدت ۱٬۵۵۸ نفر جمعیت دارد.

## خواهرخوانده
شهر والدورن خواهرخواندهٔ کولشتدت هست.